# Первомайський (Уфимський район)
Первома́йський (рос. Первомайский, башк. Первомайскиц) — присілок (у минулому селище) у складі Уфимського району Башкортостану, Росія. Входить до складу Шемяцької сільської ради.
Населення — 307 осіб (2010; 258 у 2002).
Національний склад:
- росіяни — 48 %
- татари — 35 %